# Dong-gu (Busan)
Dong-gu (koreanisch 동구) ist einer der 16 Stadtteile von Busan und hat 89.959 Einwohner (Stand: 2019). Es handelt sich dabei um einen der zentralen Bezirke der Stadt sowie den flächen- und einwohnermäßig zweitkleinsten Stadtteil. Wörtlich übersetzt bedeutet der Name jedoch Ostbezirk. Der Bezirk grenzt im Uhrzeigersinn an die Stadtteile Busanjin-gu, Nam-gu, Jung-gu und Seo-gu.

## Bezirke

Verwaltungseinheiten des Dong-gu

Dong-gu besteht aus 4 dong (Teilbezirke), wobei alle in zwei bis fünf weitere dong unterteilt sind. Somit verfügt der Bezirk insgesamt über 17 dong.
- Beomil-dong
- Choryang-dong
- Jwacheon-dong
- Sujeong-dong

## Verwaltung
Als Bezirksbürgermeister amtiert Choi Hyeong-uk (최형욱).
Der Bezirk unterhält Gemeindepartnerschaften mit den Bezirken Zhifu und Xuhui, der chinesischen Städte Yantai und Shanghai.